# Dan Bull
Dan Bull (aussi connu Douglby) est un auteur, rappeur et vidéaste web britannique né le 27 mars 1986 au Royaume-Uni
Il est connu pour ses paroles engagées et spécifiquement adressées aux personnalités de l'industrie musicale. Sa musique a été soutenue par la presse britannique pour sa tentative de sauvetage de la BBC Radio 6,, pour son combat contre le Digital Economy Bill et pour son engagement en faveur du partage de fichiers sur internet.
Bull se décrit lui-même comme étant un « Artiste de rap geek, prônant la logique, le scepticisme et le changement politique par le biais de provocations musicales ».

## Carrière musicale

### depuis 2006
En 2009 il se fait remarquer sur Internet par sa chanson Dear lily où il critique l'attitude de Lily Allen à l'égard du partage illégal de fichiers, lui rappelant notamment qu'elle aussi à une époque s'est adonnée à ce partage sur son site web.
La même année, Il sort son premier album "Safe", son CD est vendu chez Freshnuts Records
En 2010, il publie un clip nommé Death of ACTA, critiquant le projet de loi ACTA ainsi que la vision du copyright des majors de l'industrie musicale. Plus tard la même année il distribue gratuitement son album au format numérique sur son site, invitant les internautes à lui acheter la version physique de l'album ou en lui faisant un don via sa page web.
En décembre 2011, il met en ligne son clip SOPA Cabaña, s'opposant au projet de loi SOPA. La vidéo est notamment reprise sur la page d'accueil de The Pirate Bay, plateforme d'échange de fichiers torrents.
En 2012, il sort le premier album Generation Gaming, qui sera suivi d'une vingtaine d'autres, jusqu'en 2019.
En 2015, il est choisi par Blizzard pour chanter la chanson Heroes of the Storm, du jeu Heroes of the Storm.

## Discographie

### Albums
- Safe (2009)
- Face (2011)
- Generation Gaming (2012)
- The Garden (2014)
- Hip Hop Hooray (2017)

## Vidéos
- Dear Lily (2009)[5]
- Doorways (2009)[6]
- Free Gary (2009)[7]
- Generation Gaming (2009)[8]
- Dear Andy (2010)[9]
- Dear Auntie (2010)[10]
- Dear Mandy (2010)[11]
- Death of ACTA (2010)[12]
- SOPA Cabaña (2011)[13]
- DLC PLC (2012)[14]